# José Domingo Ulloa Mendieta
José Domingo Ulloa Mendieta OSA (* 24. Dezember 1956 in Chitré) ist Erzbischof von Panama.

## Leben
José Domingo Ulloa Mendieta empfing am 17. Dezember 1983 die Priesterweihe für das Bistum Chitré. Er trat dem Augustinerorden und legte am 10. September 1988 die zeitliche und am 28. August 1991 die ewige Profess ab.
Papst Johannes Paul II. ernannte ihn am 26. Februar 2004 zum Weihbischof in Panama und Titularbischof von Naratcata. Der Erzbischof von Panama, José Dimas Cedeño Delgado, spendete ihm am 17. April desselben Jahres die Bischofsweihe; Mitkonsekratoren waren Giacomo Guido Ottonello, Apostolischer Nuntius in Panama, und Oscar Mario Brown Jiménez, Bischof von Santiago de Veraguas.
Am 18. Februar 2010 wurde er zum Erzbischof von Panama ernannt. Im Mai 2023 wurde er für die Amtszeit bis 2027 zu einem der beiden Vizepräsidenten des Lateinamerikanischen Bischofsrates (CELAM) gewählt.